# Baseball Softball Club Legnano
Il Legnano Baseball Softball, noto anche come BSC Legnano, è una società di baseball maschile e softball femminile di Legnano, comune della città metropolitana di Milano, in Lombardia. La squadra di baseball maschile milita in serie C, mentre quella di softball femminile in Serie A2, seconda divisione nazionale

## Storia
Nata nel 1950 come società di baseball maschile, è stata una tra le prime società sorte in Italia affiliate a questo sport. Nel 1964 è stata attivata la sezione di softball femminile.
La squadra di baseball maschile seniores milita in serie C, mentre quella di softball seniores in Italian Softball League, massimo livello del campionato italiano di softball femminile. La squadra di softball ha vinto una Coppa Italia di Serie A2 (2005), uno Scudetto (2007), quattro Coppa Italia (2006, 2007, 2008 e 2015), una Coppa delle Coppe (2007) e una Coppa dei Campioni (2008). La squadra juniores di softball ha invece conquistato lo scudetto di categoria nel 1994.

## La società
La società è affiliata alla F.I.B.S. (Federazione Italiana Baseball Softball) per entrambe le sezioni. La BSC Legnano  è retta da un consiglio direttivo che è formato da un presidente, due vice presidenti, un segretario e da sette consiglieri.
La BSC Legnano gestisce diverse squadre, sia di baseball che si softball, che partecipano a differenti campionati, dal torneo per i giocatori baby (dai 4 ai 7 anni) ai seniores. Globalmente la BSC Legnano ha tesserati circa 200 atleti. Per gli atleti più giovani la BSC Legnano ha creato una scuola di baseball e di softball che è riferimento per il Legnanese e per le scuole di Legnano, con cui la società intrattiene anche rapporti di tipo didattico, visto che la frequenza agli allenamenti e alla scuola di baseball e di football dà crediti scolastici.
La BSC Legnano intrattiene rapporti anche con alcuni college e università statunitensi, con le quali la società legnanese organizza annualmente tornei amichevoli.

## Colori e simboli
Il Legnano Baseball Softball ha come colori sociali il bianco e il rosso. Il simbolo della società è composto da un cerchio bianco bordato di rosso con all'interno due mazze da baseball incrociate ad angolo retto su cui sono sovrapposte le iniziali "BSC" in rosso. Sui bordi esterni del cerchio rosso sono presenti le scritte "Baseball-Softball Club Legnano" e "1952-1964" (entrambe in rosso).

## Campo di gioco
Il Legnano Baseball Softball gioca le proprie partite casalinghe presso il centro sportivo Peppino Colombo a Legnano.

## Palmarès

### Competizioni nazionali
- Campionati italiani: 1

2007
- Coppe Italia: 4

2006, 2007, 2008 e 2015
- Coppe Italia di Serie A2: 1

2005

### Competizioni internazionali
- Coppe dei Campioni: 1

2008
- Coppe delle Coppe: 1

2007

### Competizioni giovanili
- Campionati italiani juniores: 1

1994